# حقیقت منطقی
حقیقت منطقی (به انگلیسی: Logical truth)، یکی از اساسی‌ترین مفاهیم در منطق است. یک حقیقت منطقی، گزاره‌ای است که بدون توجه به صدق یا نادرستی گزاره‌های تشکیل‌دهنده آن، صادق است. به عبارت دیگر، حقیقت منطقی عبارتی است که نه تنها صادق است، بلکه در همه تفاسیر اجزای منطقی آن (به‌غیر از ثابت‌های منطقی آن) صادق است؛ بنابراین، حقایق منطقی مانند «اگر p، پس p» را می‌توان توتولوژی در نظر گرفت. تصور می‌شود که حقایق منطقی ساده‌ترین حالت گزاره‌هایی هستند که از نظر تحلیلی-ترکیبی صادق هستند (یا به عبارت دیگر، طبق تعریف صادق هستند). تمام منطق فلسفی را می‌توان به‌عنوان ارائه گزارشی از ماهیت حقیقت منطقی و نیز پیامد منطقی (استلزام) در نظر گرفت.
حقایق منطقی لزوماً صادق در نظر گرفته می‌شوند. این بدان معناست که به گونه‌ای هستند که هیچ موقعیتی پیش نمی‌آید که در آن صحت نداشته باشند. این دیدگاه که گزاره‌های منطقی لزوماً صادق هستند، گاهی اوقات معادل با گفتن این‌که حقایق منطقی در همه جهان‌های ممکن صادق هستند، تلقی می‌شود. با این حال، این سؤال که کدام اظهارات لزوماً درست هستند همچنان ادامه دارد.
تلقی حقایق منطقی، حقایق تحلیلی و حقایق ضروری به‌عنوان معادل، حقایق منطقی را می‌توان در مقابل حقیقت قرار داد (که می‌توان آن‌ها را ادعاهای احتمالی یا ادعاهای ترکیبی نیز نامید). حقایق اقتضایی در این جهان صادق هستند، اما می‌توانستند غیر از این باشند (به عبارت دیگر، حداقل در یک جهان ممکن نادرست هستند). گزاره‌های منطقی درست مانند «اگر p و q، پس p» و «همه افراد متأهل متأهل هستند» حقایق منطقی هستند زیرا به‌دلیل ساختار درونی خود صادق هستند و نه به‌دلیل هیچ واقعیتی در جهان (درحالی‌که «همه افرادی که متأهل هستند. خوشحالند»، حتی اگر درست باشد، صرفاً به‌دلیل ساختار منطقی آن نمی‌توانست درست باشد).
فیلسوفان خردگرا پیشنهاد کرده‌اند که وجود حقایق منطقی را نمی‌توان با تجربه‌گرایی توضیح داد، زیرا معتقدند که توضیح دانش ما از حقایق منطقی بر اساس مبانی تجربه‌گرایانه غیرممکن است. تجربه‌گرایان معمولاً با این استدلال به این اعتراض پاسخ می‌دهند که حقایق منطقی (که معمولاً آن‌ها را توتولوژی صرف می‌پندارند)، تحلیلی هستند و بنابراین قصد توصیف جهان را ندارند. دیدگاه اخیر به‌طور مشخص توسط پوزیتیویست‌های منطقی در اوایل قرن بیستم دفاع شد.

## حقایق منطقی و حقایق تحلیلی
حقایق منطقی، به‌عنوان گزاره‌های تحلیلی، حاوی هیچ اطلاعاتی در مورد هیچ موضوع واقعی نیستند. به غیر از حقایق منطقی، دسته دومی از گزاره‌های تحلیلی نیز وجود دارد که با «هیچ مجردی ازدواج نکرده‌است» مشخص می‌شود. ویژگی چنین جمله‌ای این است که می‌توان آن را با جایگزینی مترادف با «حقیقت بی‌ضرر» (salva veritate) به یک حقیقت منطقی تبدیل کرد. «هیچ مجردی متأهل نیست» را می‌توان با جایگزینی «مرد مجرد» به‌جای مترادف «مجرد» به «هیچ مرد مجردی ازدواج نکرده» تبدیل کرد.
فیلسوف ویلارد کواین در مقاله خود دو جزم تجربی‌گرایی تمایز بین گزاره‌های تحلیلی و ترکیبی را زیر سؤال برد. این دسته دوم از گزاره‌های تحلیلی بود که باعث شد او متذکر شود که مفهوم تحلیل خود نیاز به توضیح دارد، زیرا به‌نظر می‌رسد به مفهوم مترادف بستگی دارد که نیاز به توضیح دارد. کواین در نتیجه‌گیری خود رد می‌کند که حقایق منطقی حقایق ضروری هستند. در عوض، او معتقد است که ارزش صدق هر گزاره‌ای (از جمله حقایق منطقی، با توجه به ارزیابی مجدد ارزش‌های صدق هر گزاره دیگری در تئوری کامل شخص) را می‌توان تغییر داد،

## ارزش‌های حقیقت و توتولوژی‌ها
در نظر گرفتن تفاسیر مختلف از یک گزاره منجر به مفهوم ارزش صدق می‌شود. ساده‌ترین رویکرد به ارزش‌های صدق به این معنی است که ممکن است گزاره در یک مورد «درست» باشد، اما در مورد دیگر «نادرست» باشد. در یک معنا از اصطلاح توتولوژی، هر نوع فرمول یا گزاره‌ای است که تحت هر تفسیر احتمالی از اصطلاحات آن صادق است (همچنین ممکن است بسته به زمینه، ارزش‌گذاری یا تخصیص نامیده شود). این مترادف با حقیقت منطقی است.
با این حال، اصطلاح توتولوژی نیز معمولاً برای اشاره به آنچه می‌توان به‌طور خاص‌تر توتولوژی‌های کارکردی حقیقت نامید، استفاده می‌شود. درحالی‌که یک توتولوژی یا حقیقت منطقی صرفاً به‌دلیل اصطلاحات منطقی که به‌طور کلی دربردارد صادق است (مثلاً «هر»، «بعضی» و «است»)، یک توتولوژی کارکردی حقیقت به‌دلیل اصطلاحات منطقی که شامل می‌شود صادق است. رابط منطقی (به‌عنوان مثال «یا»، «و»، و «نه»). همه حقایق منطقی از این نوع توتولوژی نیستند.

## حقیقت منطقی و ثابت‌های منطقی
ثابت‌های منطقی، از جمله رابط منطقی و کمی‌سازها، همگی می‌توانند از نظر مفهومی به حقیقت منطقی تقلیل یابند. به‌عنوان مثال، دو گزاره یا بیشتر از خط شفر هستند، اگر و تنها اگر پیوند آن‌ها از نظر منطقی نادرست باشد. یک گزاره زمانی که منطقاً با نفی دیگری ناسازگار باشد، منطقاً دلالت بر دیگری دارد. یک گزاره از نظر منطقی درست است اگر و تنها اگر که مخالف آن منطقاً نادرست باشد. گزاره‌های متضاد باید با یکدیگر در تضاد باشند. به این ترتیب می‌توان تمام پیوندهای منطقی را در قالب حفظ حقیقت منطقی بیان کرد. شکل منطقی جمله با ساختار معنایی یا نحوی آن و با قرار دادن ثابت‌های منطقی تعیین می‌شود. ثابت‌های منطقی وقتی با زبانی ترکیب می‌شوند که معنای آن را محدود می‌کند، تعیین می‌کنند که آیا یک گزاره یک حقیقت منطقی است یا خیر؛ بنابراین، تا زمانی که مشخص نشود که چگونه می‌توان بین تمام ثابت‌های منطقی بدون توجه به زبان آن‌ها تمایز قائل شد، نمی‌توان به صدق کامل یک گزاره یا استدلال پی برد.

## حقیقت منطقی و قواعد استنتاج
مفهوم صدق منطقی ارتباط تنگاتنگی با مفهوم قاعده استنتاج دارد.

## منطق غیر کلاسیک
منطق غیرکلاسیک نامی است که به سیستم‌های صوری داده می‌شود که تفاوت قابل توجهی با سیستم‌های منطقی استاندارد مانند منطق حساب گزاره‌ای و محمولی دارند. راه‌های مختلفی برای انجام این کار وجود دارد، از جمله از طریق گسترش، انحراف، و تغییرات. هدف از این انحرافات، امکان ساختن مدل‌های مختلف از پیامد منطقی و حقیقت منطقی است.